# 8696 Kjeriksson
8696 Kjeriksson è un asteroide della fascia principale. Scoperto nel 1993, presenta un'orbita caratterizzata da un semiasse maggiore pari a 3,2379090 UA e da un'eccentricità di 0,1227048, inclinata di 6,00786° rispetto all'eclittica.